# Wasco (volk)

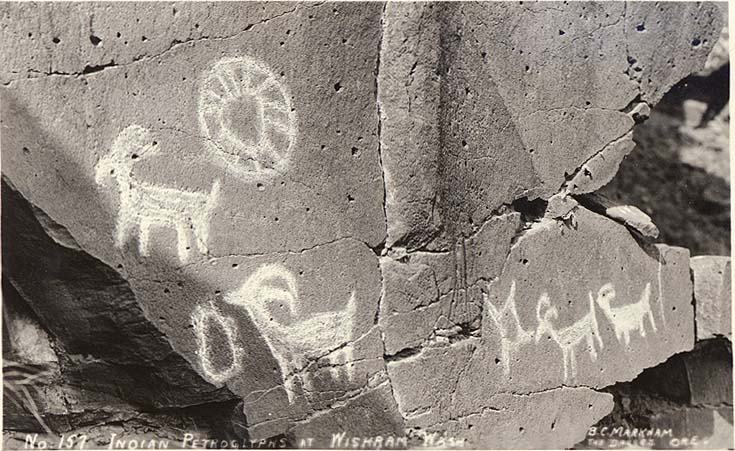
Rotstekeningen

De Wasco (van het Wasco-woord wacq!ó, dat ‘kom of kleine schaal van hoorn’ betekent) zijn een Noord-Amerikaans indianenvolk. De Wasco zijn een van de meest oostelijk levende stammen van de Chinook en ontlenen hun naam aan een komvormige rots op korte afstand van hun hoofddorp. De eigenlijke stamnaam is Galasq!ó, ‘zij die bij Wasco horen’ of ‘zij die de kom hebben’. Ze leefden aan de zuidzijde van de rivier Columbia, rond The Dalles in Wasco County (Oregon). Ze waren de machtigste stam van de Upper Chinook en nauw verwant aan de Wishram, die aan de noordzijde van de rivier woonden. In het noordoosten en zuiden grensden ze aan Sahaptische stammen en in het westen aan andere stammen van de Upper Chinook. In 1822 schatte men hun aantal op 900 individuen. Na een verdrag met de regering van de Verenigde Staten in 1855 werden ze verhuisd naar het Warm Springs-reservaat in Oregon, waar leden van door ziekten bijna uitgeroeide stammen, zoals de Watlata, zich bij hen voegden en met hen versmolten. In 1910 leefden er 242 Wasco in het reservaat. In 1937 waren dat er nog maar 227. In 1945 leefden er 260 Wasco en tegenwoordig zijn er nog zo'n 200. De Wasco zijn nu de enige zelfstandig geregistreerde stam van de Chinook, waarvan de overigen gewoon als Chinook geregistreerd staan of als leden van andere volken.